# Rocurónio
Rocurónio ou Brometo de rocurônio (Nomes comerciais: Esmeron e Zemuron) é um relaxante muscular não-despolarizante de duração intermédia e rápido início de acção. Usado em anestesia geral e procedimentos de emergência.

## Apresentação
Apresenta-se em ampolas de 5 ml (Esmeron)  contendo 50 mg (10 mg/ml) em àgua estéril ou em ampolas de 10 mL (Esmeron) contendo 100 mg (10 mg/mL) em água estéril. Pode ser administrado com soro fisiológico , lactato de ringer ,glicose a 5% com soro fisiológico. Armazena-se em frigorífico entre os 2ª e os 8°C. Exposto a temperatura ambiente deve ser consumido em 30 dias, embora se possa novamente refrigerar.

## Indicações
Bloqueio neuromuscular por uma ou duas horas, especialmente usado junto com Anestesia geral ou Cuidados intensivos.
Pode ser usado no tratamento do tétano.

## Dosagem
Para intubação endotraqueal: Adultos e crianças com mais de um mês- 0.6  a 1.2 mg kg  e.v. Doses de 0.6 mg/kg conseguem condições excelentes de intubação endotraqueal em 60 a 120 segundos.Doses de 1.2 mg/kg encurtam este intervalo para 45 a 60 segundos.
Manutenção do relaxamento neuromuscular:Adultos e crianças com mais de um mês-Bólus e.v.-0.1 a 0.2 mg/kg segundo as necessidades.Perfusão e.v.-5 a 15 mcg/kg/min

## Farmacocinética
Início de acção por via intravenosa = 45 a 60 seg.
Efeito máximo: e.v. 1-3 min.
Duração: 15 a 150 min (dose dependente).
Metabolismo: Hepático(parcialmente).

### Toxicidade
Os sintomas são consequência de uma paralisia muscular prolongada, libertação excessiva de histamina, alterações hemodinâmicas, como hipotensão. O tratamento da intoxicação inclui a manutenção da via aérea, com ventilação assistida até se conseguir uma ventilação espontânea adequada. A recuperação pode acelerar-se com a aplicação de anticolinesterase (neostigmina, prostigmina, edrofônio) conjuntamente com um antimuscarínico (escopolamina, glicopirrolato) ou com a administração de antídoto específico sugamadex (bridion). As alterações hemodinâmicas corrigem-se com a administração de soro fisiológico ou de vasopressores.

### Interacções
O bloqueio neuromuscular potencia-se com antibióticos( aminiglicosídeos, polimixina, lincomicina, espectinomicina, tetraciclinas), anestésicos locais, tiopental em altas doses, ketamina, fentanil, etomidato, propofol.Diuréticos de ansa, o magnésio, o lítio, bloqueantes ganglionares como o trimetafano e o hexamtéonio, assim como a hipotermia,hipocaliemia, a acidose respiratória e a administração de succinilcolina(trilux) também aumentam a toxicidade do rocurónio.
Os anestésicos voláteis diminuem as necessidades assim como aumentam a duração do bloqueio( acima de 25 %)
Está descrita paralisia recorrente com a quinidina.
A carbamazepina, fenitoína,costicesteróides, teofilina, noradrenalina e o cloreto de cálcio podem diminuir a duração e /ou a intensidade do bloqueio muscular.

### Excreção
Principalmente por via biliar e urinária na forma inalterada.
A ED95 do rocurónio é de 0.3 mg./KG. Não chega a igualar a rapidez de início de acção do Suxametónio (Trilux), mas com dose de 2 ED95 (0.6 mg/kg)a intubação é exequível na maioria dos pacientes. Com a dose de 0.3 mg/kg o bloqueio máximo  instala-se em 3-4 min, com um índice de recuperação de 25-75% em 10 a 15 min, uma duração clínica (duração de acção de 25 %) de 22 min e uma duração de acção de 90% da ordem dos 30 min.
Com dose de 0.6 mg/kg a duracão clínica ronda os 30 min e com 1 mg/kg é     de 60-70 min

## Efeitos Secundários

### Cardiovasculares
Alterações da tensão arterial, taquicardia, arritmias

### Respiratórios
Depressão respiratória, taquipneia, hipersecreção brônquica, excepcionalmente broncospasmo.

### Dermatológicos-Alérgicos
Rash cutâneo, urticária, edema, reacção no local de injecção

### Neuromusculares
Bloqueio inadequado e prolongado

### Complicações
O rocurónio em estudos animais demonstrou não ser um agente desencadeador de hipertermia maligna, mas como é administrado com outros fármacos e como pode ocorrer hipertermia maligna, mesmo sem factor desencadeante, os clínicos devem estar familiarizados com o diagnóstico e tratamento desta patologia antes do início de qualquer procedimento anestésico.
Em pacientes com lesão das placas motoras (como queimaduras de terceiro grau) por vários dias, tem sua duração prolongada pela sensibilização a acetilcolina que ocorre em resposta a danos.

## Recomendações
Monitorizar o bloqueio neuromuscular com um Neuroestimulador para minimizar o risco de "overdose".
Usar com precaução em doentes asmáticos ou com antecedentes ede reacções alérgicas.

## Contra-indicações
A quem tenha antecedentes de reacções anafilácticas ao rocurónio ou ao ion brometo ou qualquer de seus componentes.

## Advertências
O rocurônio  provoca paralisia dos músculos respiratórios, pelo que é necessário manter o doente sob ventilação mecânica assistida até à recuperação da ventilação espontânea. Podem ocorrer reacções anafilácticas após a administração de relaxantes musculares. Doses de rocurónio superiores a 0.9 mg/kg podem aumentar a frequência cardíaca. Está descrito que a utilização de relaxantes musculares por longo período de tempo em Unidades de Cuidados Intensivos pode provocar bloqueio neuromuscular prolongado e/ou debilidade muscular pelo que é mandatório monitorizar a transmissão muscular para se administrarem apenas doses ajustadas para um bloqueio inferior ao bloqueio completo e sob a supervisão de médicos experientes.